# Mateusz Kujawa
Mateusz Kujawa (* 30. August 1946 in Śmieszków) ist ein polnischer Ökonom und ehemaliger Diplomat. Bekannt ist er unter anderem für seine langjährige Vertretung der Republik Polen in Österreich und der Schweiz. Außerdem ist er der Verfasser mehrerer wirtschaftlicher Analysen sowie eines bis dato unveröffentlichten Romans.

## Ausbildung und Beruf
Mateusz Kujawa wurde am 30. August 1946 in Śmieszków als zweites von fünf Kindern geboren. Seine Eltern, Maria und Kazimierz Kujawa, betrieben einen kleinen Bauernhof. Nach dem Besuch der Grundschule und des Gymnasiums beendete Kujawa 1964 im Alter von 18 Jahren das allgemeinbildende Liceum in Czarnków.
Danach besuchte er die höhere Schule der Planung und Statistik Warschau. Er besuchte die Abteilung des Außenhandels und schloss 1969 mit dem Titel Magister der Ökonomie ab. Gleich darauf bekam er eine Stelle bei der CHZ Motoimport, für die er 14 Jahre arbeiten sollte. Diese Zeit wird von ihm heute scherzhaft als „Traktorenverkaufen“ bezeichnet. In seiner Laufbahn bei Motoimport stieg er schlussendlich zum Direktor auf. Außerdem wurde er zweimal im Rahmen seiner Arbeit ins Ausland entsendet: das erste Mal 1971–1972 in die Deutsche Demokratische Republik, wo es seine Aufgabe war, eine Gruppe von polnischen Arbeitern zu betreuen, die im Rahmen eines Regierungsabkommens in der DDR Maschinen herstellten, und das zweite Mal 1978–1982, um die Firma Motoimport in der Tschechoslowakei zu repräsentieren.
Nachdem er aus der damaligen Tschechoslowakei zurückgekehrt war, setzte er kurz seine Arbeit für Motoimport fort. Kurz darauf nahm er 1983 jedoch eine Stelle im Komitee der PZPR an, für das er Analysen zur sich immer weiter verschlechternden Lage der polnischen Wirtschaft schrieb. Besonders konzentrierte sich Kujawa hierbei auf den Außenhandel sowie das Finanzsystem.
1989, kurz vor dem Fall des Eisernen Vorhangs, zog er mit seiner Familie nach Österreich um, wo er die polnische Außenhandelswirtschaftskammer vertrat. Diese Arbeit erfüllte er bis 1994, dann begann er den Job als Direktor bei der ELHA GmbH in Wien, einer Firma, die sich vorrangig mit dem Import von Waren nach Polen beschäftigte. Trotzdem wurden auch Waren wie beispielsweise Kohle in Österreich von der ELHA GmbH verkauft. Die Stelle bei ELHA hatte Mateusz Kujawa nur für ein Jahr inne. Von 1995 bis 2002 war er nämlich der Handelsbeauftragte in der Botschaft der Republik Polen in Wien.
2002 kehrte Kujawa nach Polen zurück, wo er bis 2005 als Direktor bei der Fundacja Fundusz Współpracy (FFW) arbeitete. Die Aufgabe der FFW war es, die Hilfsgelder, die vor dem EU-Beitritt Polens 2004 nach Polen flossen, zu verteilen. Die Gelder kamen aus verschiedenen Programmen wie zum Beispiel dem CPF („Countries Preaccession Financing“). 2005 hörte er auf, beim FFW zu arbeiten.
Wenig später nahm er eine Stelle bei Nucleagena, einem Laboratorium, an. Dort blieb er für ein Jahr und wurde 2006 zum Freelancer. 2009 ging er in die Schweiz, um dort am Konsulat der Republik Polen zu arbeiten. Mit Auslaufen seines Vertrages 2013 beendete Mateusz Kujawa seine berufliche Karriere und ist seitdem im Ruhestand.

## Leben
Während des Studiums der Ökonomie lernte Mateusz Kujawa Anna Kwiatkowska kennen, die zur selben Zeit an der Höheren Schule für Planung und Statistik in Warschau studierte. Am 1. Februar 1970 heiratete das Paar und ein Jahr später wurde ihre Tochter Aleksandra geboren. 1976 folgte Sohn Łukasz. Heute hat Mateusz Kujawa vier Enkelkinder.
Als Interessen des Ökonomen gelten Politik und Sport, außerdem bezeichnet er sich selbst als passionierten Fernschachspieler. Dies kann auch von dessen Enkel bezeugt werden, allerdings mit dem Zusatz, dass Mateusz Kujawa zwar ein passionierter, aber dennoch oft unterlegener Schachspieler ist.

## Ausbildung und Publikationen
Neben dem Magister der Ökonomie schloss Kujawa auch ein postgraduate – Studium der Politologie ab. Neben einigen fachspezifischen Schulungen sticht in Kujawa’s Ausbildung vor allem die Vielzahl an Sprachen heraus, die er fließend beherrscht. So finden sich neben Polnisch, Englisch und Russisch auch Deutsch und Tschechisch in seinem Repertoire wieder.
Im Rahmen seiner Tätigkeiten als Außenhandelsbeauftragter sowie seiner Mitgliedschaft im Wirtschaftskomitee verfasste Kujawa einige Analysen sowie Artikel, u. a.:
- Der Zyklus „Analyse des polnischen Außenhandels“ (1985–1987)
- „Einführung in den österreichischen Markt“ (1990)
- „Die Entwicklung der europäischen Integration“ (1998)

Hinzu kommen noch Artikel und Kommentare in österreichischen und polnischen Tageszeitungen sowie anderen Publikationen.
| Personendaten    | Personendaten                  |
| ---------------- | ------------------------------ |
| NAME             | Kujawa, Mateusz                |
| KURZBESCHREIBUNG | polnischer Ökonom und Diplomat |
| GEBURTSDATUM     | 30. August 1946                |
| GEBURTSORT       | Śmieszków                      |